# Лихачёва, Екатерина Сергеевна
Екатери́на Серге́евна Лихачёва (род. 24 августа 1998 года, Кирово-Чепецк, Кировская область, Россия) — российская хоккеистка, нападающий. Игрок нижегородских клубов СКИФ и «Торпедо» (ЖХЛ) и сборной России.

## Биография
Родилась 24 августа 1998 года в Кирово-Чепецке. Воспитанница спортивных школ Воркуты и Кирово-Чепецка. С 2013 года играла в составе команды юношей хоккейного клуба «Олимпия» (Кирово-Чепецк).
В 2014 году перешла в нижегородский клуб СКИФ, с 2015 года — в его основном составе, сразу став серебряным призёром чемпионата России. В том же году в составе клуба стала обладателем Кубка европейских чемпионов по хоккею с шайбой среди женщин. После создания Женской хоккейной лиги в составе СКИФа и созданного на его основе в 2022 году «Торпедо» ещё четырежды становилась обладателем бронзовых медалей турнира и завоевала «серебро» в сезоне 2021/2022.
В 2015 году в составе женской молодёжной сборной России стала бронзовой призёркой чемпионата мира среди женских юниорских команд (впервые в истории турнира).
С 2015 года вызывается в сборную России, в составе которой в 2015 и 2016 годах завоевала «бронзу» на Турнире четырёх наций среди женских сборных России, Швеции, Финляндии и Германии.
На Зимних Олимпийских играх 2018 года в Пхёнчхане заменила в составе сборной спортсменов из России заболевшую Анастасию Чистякову. Российская команда впервые поднялась на 4 место в олимпийском турнире.

## Достижения
- Бронзовый призёр чемпионата мира среди юниорских команд (женщины) 2015.
- Обладатель Кубка европейских чемпионов по хоккею с шайбой среди женщин 2014/2015[нем.].
- Серебряный призёр Чемпионата России среди женщин 2014/2015.
- Бронзовый призёр Турнира четырёх наций 2015.
- Бронзовый призёр Турнира четырёх наций 2016.
- Бронзовый призёр чемпионата России среди женщин 2017/2018.
- Бронзовый призёр чемпионата России среди женщин 2018/2019.
- Бронзовый призёр чемпионата России среди женщин 2020/2021.
- Серебряный призёр чемпионата России среди женщин 2021/2022.
- Бронзовый призёр чемпионата России среди женщин 2022/2023.